# Route 745 (Nouveau-Brunswick)
Pour les articles homonymes, voir Route 745.
La route 745 est une route locale du Nouveau-Brunswick située dans l'extrême sud-ouest de la province, au nord de Saint-Stephen. elle ravageuse une région essentiellement boisée. De plus, elle mesure 31 kilomètres, et n'est pas pavée sur toute sa longueur, alors que sa section au nord de Beaconsfield est une route de gravier.

## Tracé
La 745 débute à Moores Mills, sur la route 3. Elle commence par se diriger vers le nord pendant 5 kilomètres, où elle croise la route 730 près d'Oak Hill. Elle continue ensuite sa route vers le nord-nord-ouest en traversant notamment Canoose et Beaconsfield, où elle devient une route de gravier. Elle se termine 14 kilomètres au nord-ouest de Beaconsfield, sur un cul-de-sac près de la rivière Sainte-Croix, à la hauteur du parc provincial Sainte-Croix. 

## Intersections principales
| route 745              |              |    |                                        |                           |
| Comté                  | Location     | km | Intersection/Destinations              | Notes                     |
| Comté de Carlotte      | Moores Mills | 0  | R-3, Saint-Stephen, Fredericton        | extrémité sud de la 745   |
| Comté de Carlotte      | Oak Hill     | 5  | R-730, DeWolfe, Upper Little Ridge     |                           |
| Comté de Carlotte      | Beaconsfield | 17 | début de la route de gravier           |                           |
| Comté de Carlotte      |              | 31 | fin de la route de gravier; cul-de-sac | extrémité ouest de la 745 |
| Gris: Route de Gravier |              |    |                                        |                           |